# Bisuldino
Bisuldino (łac. Dioecesis Bisuldinensis) – stolica historycznej diecezji w Hiszpanii, istniejącej w pierwszych wiekach. 
Współczesne miasto Besalú we wspólnocie autonomicznej Katalonia. Obecnie katolickie biskupstwo tytularne ustanowione w 1969 przez papieża Pawła VI.

## Biskupi tytularni
| Lp. | Biskup                     | Funkcja                                          | Od                   | Do                |
| --- | -------------------------- | ------------------------------------------------ | -------------------- | ----------------- |
| 1   | Tadeusz Błaszkiewicz       | biskup pomocniczy przemyski                      | 6 czerwca 1970       | 7 czerwca 1993    |
| 2   | Lorenzo Voltolini          | biskup pomocniczy Portoviejo (Ekwador)           | 7 grudnia 1993       | 6 sierpnia 2007   |
| 3   | Hervé Gaschignard          | biskup pomocniczy Tuluzy (Francja)               | 30 października 2007 | 24 stycznia 2012  |
| 4   | Juan Antonio Aznárez       | biskup pomocniczy Pampeluny i Tudeli (Hiszpania) | 9 czerwca 2012       | 15 listopada 2021 |
| 5   | Alejandro Arellano Cedillo | dziekan Roty Rzymskiej                           | 2 lutego 2023        |                   |